# إسحاق قدروي
إسحاق قدوري (بغداد، العراق، ¿1902؟ - القدس، إسرائيل، 28 يناير 2006) كان حاخامًا بارزًا وكاباليًا، يعتبر من أبرز الشخصيات الدينية في اليهودية في القرن العشرين. وُلد في العراق وهاجر إلى إسرائيل في شبابه، حيث أمضى معظم حياته مكرسًا لدراسة التوراة وممارسة الكابالا. كان قدوري معروفًا بشكل خاص بتركيزه على الكavana (النية الروحية) في الصلاة، حيث كان يعلّم ويمارس تفسيرًا عميقًا للنصوص المقدسة للتوراة.
على مدار حياته، تميز قدوري ليس فقط بعلمه، ولكن أيضًا بتفانيه في الشفاء الروحي والجسدي للأشخاص. أصبحت بركاته وتمائمُه شائعة للغاية، حيث كان يُعتقد أنها تملك القدرة على شفاء الأمراض ومعالجة العقم. وعلى الرغم من الشهرة الكبيرة لتمائمه، لم ينشر الحاخام قدوري أي كتب دينية، وكانت تعاليمه تُنقل شفهيًا، مما جعل شخصيته تظل محاطة بالغموض.
أحد الجوانب المثيرة للاهتمام في حياته هو أن عمره الفعلي لم يُحدد بدقة، حيث ما زالت تاريخ ولادته موضع نقاش. وعند وفاته، يقدر أن عمره كان يتراوح بين 103 و 118 عامًا، مما منحه عمرًا طويلًا بشكل استثنائي.
بالإضافة إلى ذلك، كان الحاخام قدوري يحظى باحترام كبير لعلاقته بالميسيا اليهودية، خاصةً تعليمه الكavana الخاصة بشالوم شاربابي، وهي طريقة تأمل وصلاة عميقة تهدف إلى تحقيق اتصال أقوى مع الله. كانت هذه الممارسة تركز على نقاء القلب والعقل أثناء الصلاة، وكانت من أبرز التعاليم التي نقلها قدوري إلى أتباعه.
ويظل إرث إسحاق قدوري حيًا من خلال تعاليمه، ويتم تذكره لِما تحلى به من حكمة روحية وتأثيره الكبير على المجتمع اليهودي المعاصر.

## شبابه
وفقًا لمقابلة نُشرت في مجلة ميشبحة، وُلد إسحاق قدوري في عام 1902 في بغداد، التي كانت في ذلك الوقت جزءًا من الإمبراطورية العثمانية. منذ صغره، كان قدوري طالبًا متميزًا وبدأ في تعلم الكابالا، وهو دراسة استمرت طوال حياته.
كان قدوري تلميذًا لابن عيش حي (الرب يوسف حاييم من بغداد)، وهو أحد أعظم الحاخامات السفارديم في ذلك الوقت. كما درس في ييشيفا زيلكا في بغداد، حيث تعمق في معرفته الروحية.
في عام 1923، وعندما كان عمره 21 عامًا، انتقل الرب قدوري إلى فلسطين تحت الانتداب البريطاني (أرض إسرائيل، الأرض الموعودة) بناءً على نصيحة حكماء بغداد، الذين كانوا يعتقدون أن علمه وتقواه يمكن أن يكونا حصنًا ضد الصهيونية المتزايدة. وفي هذه اللحظة، غيّر اسمه من ديبا إلى قدوري، ليصبح اسمًا يرتبط بإرثه الروحي.
تزوج الرب قدوري في سن الأربعين، في 17 ديسمبر 1926 (12 تيفت 5687) وفقًا لسجلات الرابانوت في إسرائيل، من الربانيّة سارة سديرة نكاش. كانت الربانيّة سارة سديرة جزءًا لا يتجزأ من حياته ورسالاته الروحية. كما يقول المثل: "وراء كل رجل عظيم امرأة عظيمة". كانت تسانده بلا كلل وتكرس حياتها لمساعدته في مهمته الروحية.
عاشوا حياة متقشفة تمامًا وركزت على التوراة. كان منزلهم المتواضع في شارع فيشيل في القدس مكانًا بسيطًا يحتوي على ما هو ضروري فقط للعيش، ومع ذلك، كان يستقبل هناك أي زائر يبحث عن بركة الرب أو يرافق قدوري في دراسة أسرار التوراة. كانت الربانيّة سارة سديرة معروفة بأنها امرأة فاضلة وصامتة، وقد كانت حياتها نموذجًا يُحتذى به.
للأسف، توفيت الربانيّة بسبب سكتة تنفسية أثناء إحياء ذكرى لاج باعومر. يُقال إن الرب قدوري، عند إبلاغه بوفاتها أثناء رفعه للصلوات، رفع صوته أثناء تلاوة شما إسرائيل، بهدف رفع روح زوجته المحبوبة إلى السماء. وكان هذا الفعل يُعتبر تعبيرًا عن الحب والاحترام العميق للمرأة التي كانت إلى جانبه في مهمته الروحية.
بعد أربع سنوات من ذلك، وعندما بلغ من العمر 100 عامًا، تزوج الرب مرة أخرى من الربانيَّة دوريت بن يهودا، مُحترمًا كلمات الآية "لا خير في أن يكون الرجل وحده". وفاءً لتعاليم الرب شمعون بار يوحاي في الزوهار المقدس، عاش الرب حياة ذات مستوى عالٍ من القداسة والنقاء، ولذلك قرر ألا يكون وحيدًا. وكان من الأسباب التي دفعته لهذا القرار في سنه المتقدمة حاجته العميقة للقيام بواجبه المقدس في فتح الإيجال (باب المكان الذي يُحفظ فيه التوراة) في يوم يوم كيپور. وقال لهم: "وفقًا للكابالا، يجب على الرجل فتح أبواب الإيجال في يوم كيپور. لكن يجب أن يكون متزوجًا. بما أنني أرمل، ليس لدي القدرة على الوفاء بهذا الميتزفا، لذلك يجب عليَّ أن أتزوج في أقرب وقت ممكن".
وقد رافقته الربانيَّة دوريت خلال سنواته الأخيرة، مُتوليةً بعناية واهتمام احتياجات الرب وتنظيم استقبال الجمهور الذي كان يأتي ليطلب بركة الرب. نتيجةً لذلك، تمَّت بركتها بشكل عظيم. كان لدى الرب عادةً في أن يباركها قائلاً: "أنتِ السلام، فليحل السلام في بيتك وفي كل ما تملكينه، سيمنح الله القوة لشعبه، وسيبارك شعبه بالسلام".
يقال عن الرب كادوري أنه كان يأكل وينام قليلًا جدًا. منذ شبابه، توقف عن تناول اللحوم أو الدواجن أو السمك، باستثناء مرتين في السنة (في احتفالات عيد بوريم وفي ليلة يوم كيپور). عندما كان طلابه يسألونه عن سبب عدم تناوله للحوم، كان يجيب بأن ذلك يُشوش جسده ويُبطئ نشاطه الروحي. كانت تغذيته قائمة بشكل أساسي على البيض، والمكسرات، والأرز، والبقوليات. طوال أكثر من 100 عام من حياته، تمتع الرب بجسد صحي وطاهر ومقدس، مما ساعد في إطالة عمره.
للكسب قوت يومه، عمل الرب كادوري كعامل تجليد للكتب والنصوص الدينية اليهودية، لكن ليس بالطريقة التقليدية. قبل أن يبدأ بتجليد كل كتاب، كان الرب يدرسه بالكامل، حتى مع ملاحظات مؤلفه، بغض النظر عن الموضوع. وكان يُفاجئ طلابه دائمًا، عندما يُسرد لهم نصوصًا حفظها من الكتب الدينية التي كان يجليدها، حتى أنه كان يحدد لهم الصفحة التي كان موجودًا فيها الدرس. كانت قدرته على الحفظ استثنائية.

## طالباً في الكابالا
درس في معهد "شوشانيم لِدافيد" اليسيفاه الخاصة بالكاباليين في العراق. هناك تعلم من كبار المعلمين الكاباليين في عصره، بما في ذلك الحاخام يهودا فتايا، مؤلف كتاب "بيت لحيم يهودا"، والحاخام يعقوب حاييم صوفر، مؤلف كتاب "كاف هاشايم". بعد ذلك، بدأ في دراسة التلمود والشريعة الحاخامية بانتظام في ييشيفا "بورات يوسف" في القدس القديمة، حيث درس الكابالا مع رئيس اليسيفاه، الحاخام إسيدراس عطية، والحاخام إلياهو ساليمان (والد الحاخام السفاردي مردخاي إلياهو)، وآخرين.
في عام 1934، انتقل الحاخام كادوري وعائلته إلى المدينة القديمة في القدس، حيث أُعطي له معهد "بورات يوسف" شقة قريبة للعمل في تجليد الكتب ونسخ المخطوطات النادرة من مكتبة اليسيفاه. كانت الكتب محفوظة في مكتبة اليسيفاه، بينما تم تخزين نسخ المخطوطات في المكتبة الشخصية للحاخام كادوري. قبل أن يباشر في تجليد كل كتاب، كان يدرسه بعناية ويكرس نفسه لحفظه عن ظهر قلب. كان يتمتع بسمعة لامتلاكه ذاكرة فوتوغرافية، كما كان يتقن التلمود عن ظهر قلب، بما في ذلك الشروحات المرفقة من "راشي" و"توسافوت".
خلال النزاع العربي الإسرائيلي الذي أدى إلى حرب 1948، تحولت ييشيفا "بورات يوسف" إلى حصن بسبب الهجمات المتكررة. عندما سقط القطاع اليهودي تحت الاحتلال الأردني، أضرم الجيش النار في المعهد والمنازل المجاورة، مما دمر جميع الكتب والمخطوطات التي لم يتمكن الحاخام كادوري من إنقاذها وحفظها في معهد "بيت إيل ييشيفا" (ييشيفات هامكوباليم) في القدس. كان الحاخام كادوري يعرف عن ظهر قلب جميع كتابات الحاخام إسحاق لوريا، مؤسس المدرسة الحديثة للكابالا.
بعد وفاة القائد الكابالي الحاخام إفرائيم كوهين في عام 1989، تم تعيين الحاخام كادوري زعيمًا للكاباليين في عام 2012. لم ينشر الحاخام كادوري أي من أعماله في الكابالا؛ بل سمح فقط للطلاب الكاباليين بدراستها. كما نشر بعض المقالات التي انتقد فيها أولئك الذين يكرسون أنفسهم لـ "الكابالا العملية"، مثل توزيع النصائح أو التمائم، وغالبًا مقابل ثمن. كما تحدث ضد إنشاء منظمات طائفية يتردد عليها المشاهير. وقال: "لا يجب تعليم الكابالا لغير اليهود".

## البركات، التمائم والنبوءات
على مر السنين، زار الآلاف من الأشخاص، وخاصةً من الطائفة السفاردية، ولكن ليس حصراً، رب كادوري طلبًا لنصائحه وبركاته وتمائمه التي كان يصنعها خصيصًا لكل شخص يحتاجها. لقد تعلم أسرار التمائم الكابالية من معلمه، الربّي يهودا فاطيا. يعتقد العديد من الناس أن معجزات شخصية حدثت لهم بعد تلقي بركة من الرب كادوري، مثل الشفاء من الأمراض الخطيرة، وولادة أطفال من الأزواج الذين يعانون من مشاكل في الخصوبة، وبحثهم عن زوجة، وتحسينات اقتصادية.
ومع ذلك، بدأ صعوده إلى الشهرة عندما قرر ابنه، الربّي دافيد كادوري، الذي كان يمتلك متجرًا لبيع الدواجن في سوق بوكهاريم، تأسيس منظمة مع يديه لإنشاء يشيفاه مع والده. كانت اليشيفاه تُسمى نحلات يتسحاق، وتقع بجانب منزل العائلة في حي بوكهاريم في القدس. كما شارك حفيده، يوسي كادوري، في هذا الجهد معه.
لقد تلقى كادوري بركات من بن إيش حي (الربّي يوسف حاييم من بغداد) في عام 1908، ومن ربي لوبيفيتش (الربّي مناحيم مندل شنييرسون) في عام 1990، الذي تنبأ له بلقائه مع المسيح. من الجدير بالذكر أن العديد يعتبرون الربّي شنييرسون هو المسيح، وهو ما يضيف سياقًا لهذه البركة. ومع ذلك، تشير بعض المصادر إلى أن هذه البركات كانت تشير إلى حياة طويلة، وهو ما تجلى في طول عمر كادوري.
كان كادوري يُنظر إليه أيضًا كنبىء. في أواخر عام 2004، تنبأ "بكوارث كبيرة في العالم"، وذلك قبل أسبوعين من الزلزال والمد البحري المدمر في المحيط الهندي. ربط الصحفي باروخ غوردون من آرتز 7 بين الحدثين، موضحًا أن كادوري كان قد تنبأ بتلك الكارثة. في عام 2005، قدم أيضًا تنبؤات حول كوارث طبيعية جديدة.
في عام 2007، أفاد إسرائيل توداي أنه، قبل أشهر من وفاته، كتب إسحاق كادوري اسم المسيح على ورقة صغيرة طلب أن تبقى مغلقة لمدة عام بعد وفاته.

## أيامه الأخيرة

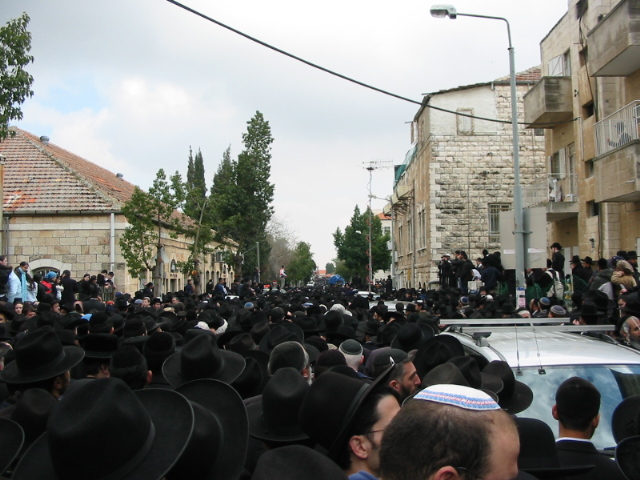

عاش رابي كادوري حياة بسيطة وزاهدة. كان يأكل قليلاً ويتحدث قليلاً، وكان يذهب للصلاة في مقبرة الصادقين في إسرائيل كل شهر. توفيت زوجته الأولى، ربانيت سارة، في عام 1989. ثم تزوج مجددًا في عام 1993 من ربانيت دوريت، بالات تسوفا، التي كانت نصف عمره.
في يناير 2006، تم إدخال رابي كادوري إلى المستشفى بسبب التهاب رئوي في مستشفى بيكور هوليم في القدس، حيث استخدم جهاز تنفس صناعي تبرع به شخص قريب. توفي حوالي الساعة العاشرة مساءً في 28 يناير 2006 (29 تيشفيت 5766). بقي يقظًا وواعيًا حتى آخر يوم في حياته.

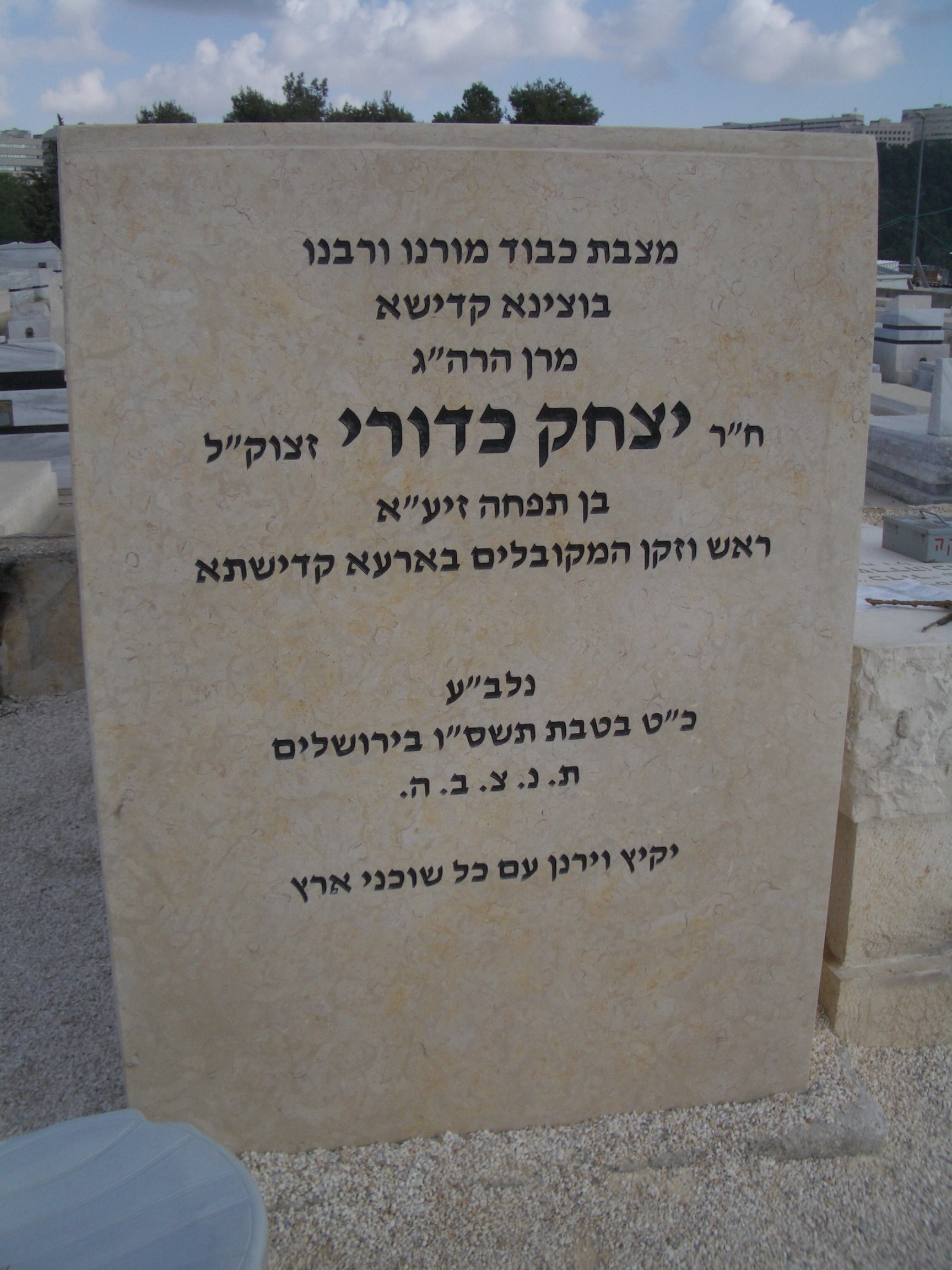

يقدر أن 300,000 شخص شاركوا في موكب جنازته في 29 يناير، الذي بدأ من ييشيفا ناحلات يتسحاق وجاب شوارع القدس وصولًا إلى مقبرة جيفات شاؤول بالقرب من مدخل مدينة القدس. في آخر أيامه، كتب رسالة ذكر فيها معلومة أثارت ضجة في المجتمع الحسيدي. في هذه الرسالة قال: "رأيت رؤية كشفت لي الاسم الحقيقي للملك المشيح، اسمه هو يهوشوع (يشوع) وظهوره الجسدي أمامي." وباحترام لصورته، يُحترم لمكانته الكبيرة بين المجتمع. لقد قام بعمل روحي كبير ذي قيمة عالية في أيامه.